# Falsters Nørre Herred
Falsters Nørre Herred blev nævnt allerede i Kong Valdemars Jordebog. Det hørte oprindeligt under Nykøbing Len, der i 1662 blev ændret til Nykøbing Amt. Herredet var en del af Lolland-Falster Rytterdistrikt. Nykøbing Amt indgik i Maribo Amt, da det blev samlet i 1803.
Foruden købstaden Stubbekøbing lå følgende sogne i herredet:
- Brarup Sogn
- Eskilstrup Sogn
- Gundslev Sogn
- Kippinge Sogn
- Lillebrænde Sogn
- Maglebrænde Sogn
- Nørre Alslev Sogn
- Nørre Kirkeby Sogn
- Nørre Vedby Sogn
- Stadager Sogn
- Tingsted Sogn
- Torkilstrup Sogn
- Vålse Sogn
- Ønslev Sogn